# Цона Артиђанале (Виченца)
Цона Артиђанале је насеље у Италији у округу Виченца, региону Венето.
Према процени из 2011. у насељу је живело 152 становника. Насеље се налази на надморској висини од 55 м.